# Église Notre-Dame d'Estables
L'église Notre-Dame d'Estables est une église située  en France à Saint-Laurent-d'Olt dans le département de l'Aveyron en région Occitanie.
Elle fait l'objet d'une inscription au titres des monuments historiques depuis 2008.

## Historique
L'édifice est inscrit au titre des monuments historiques le 4 avril 2008.